# Stanisław Grzesiuk

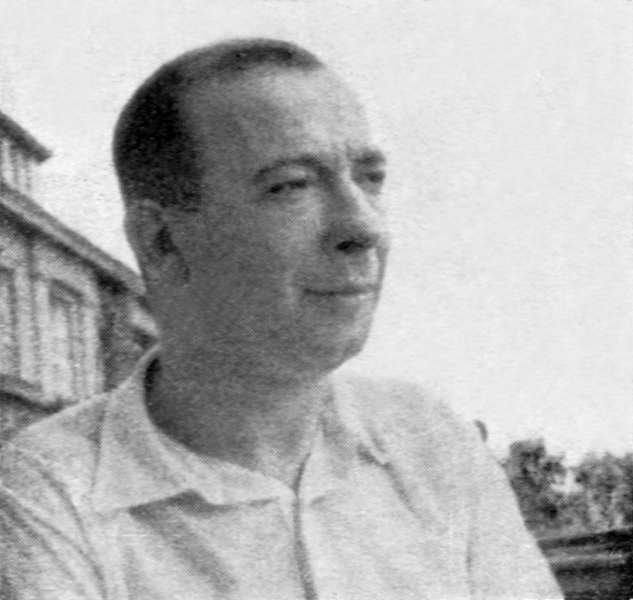
Stanisław Grzesiuk

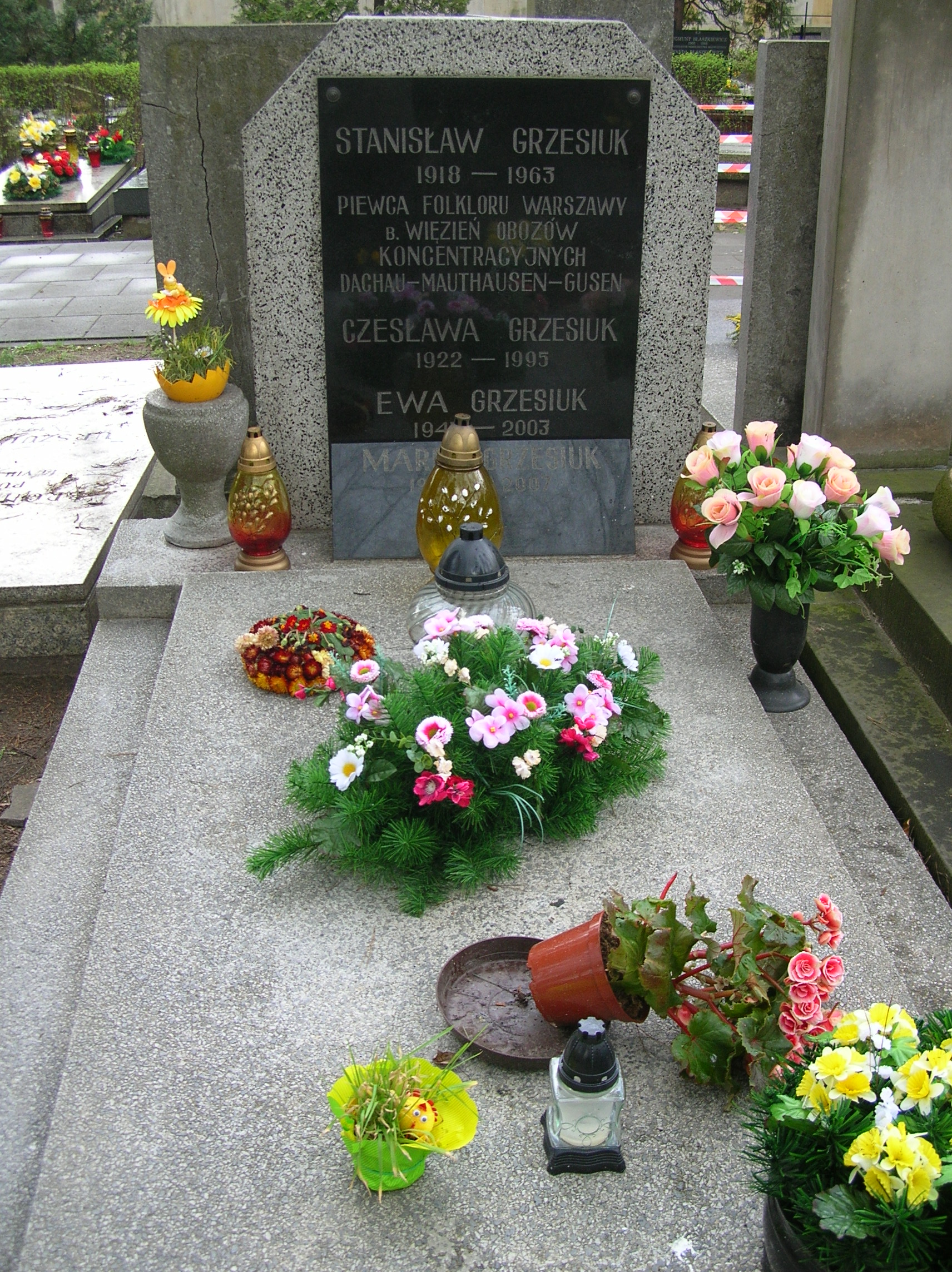
Grab von Stanisław Grzesiuk auf dem Powązki-Militärfriedhof (2010)

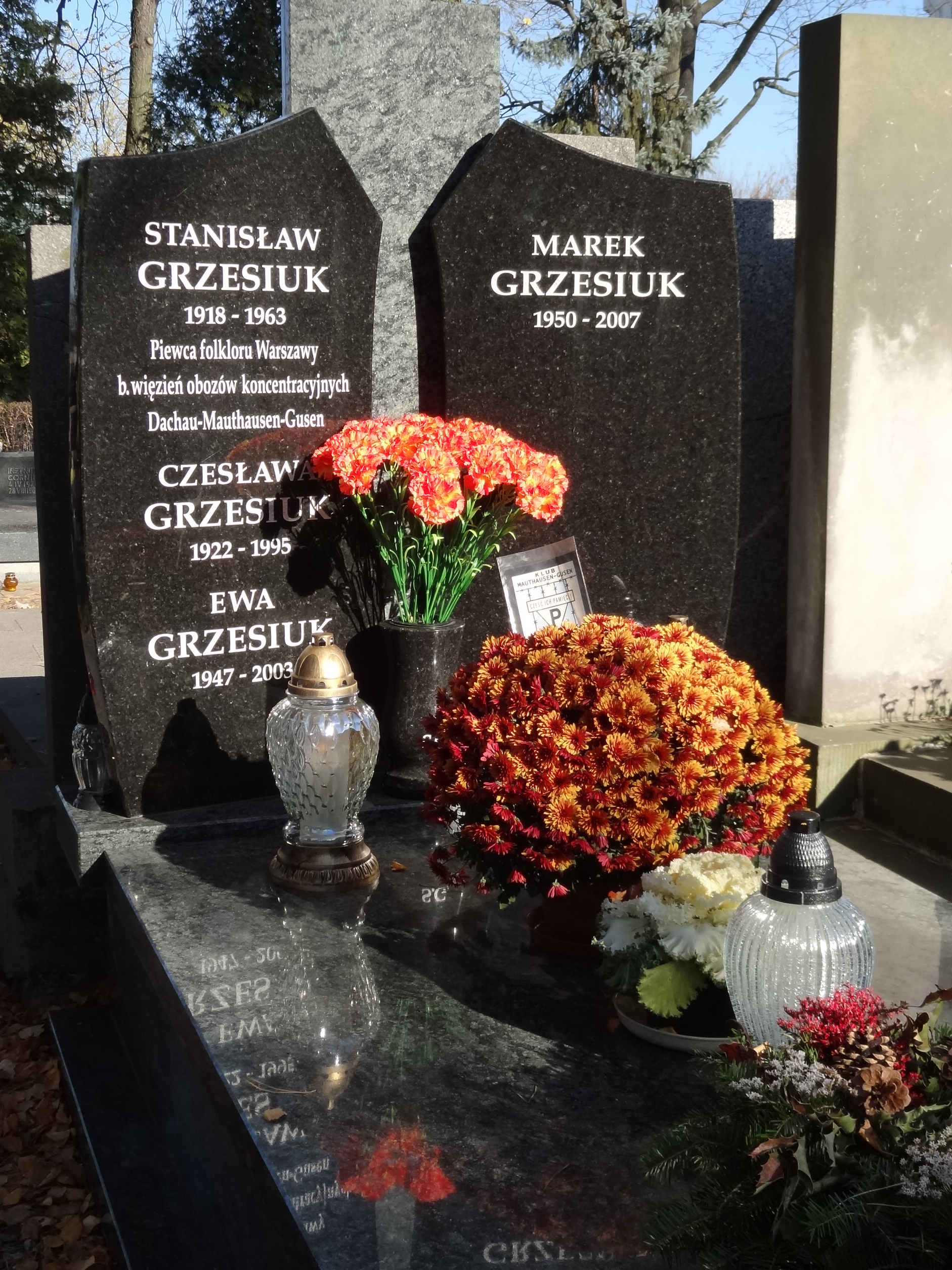
Das renovierte Grab von Stanisław Grzesiuk in Warschau (2021)

Stanisław Grzesiuk (* 6. Mai 1918 in Małków (Landkreis Łęczna bei Chełm); † 21. Januar 1963 in Warschau) war ein polnischer Schriftsteller, Volkssänger, ehemaliger KZ-Häftling, von Beruf Elektromechaniker.
Sein Vater war Schlosser, Arbeiter in einer Dampflokfabrik. 1920 siedelten seine Eltern nach Warschau über. Seine Jugend verbrachte Grzesiuk im Stadtteil Czerniaków, dem Warschauer Proletarierviertel.

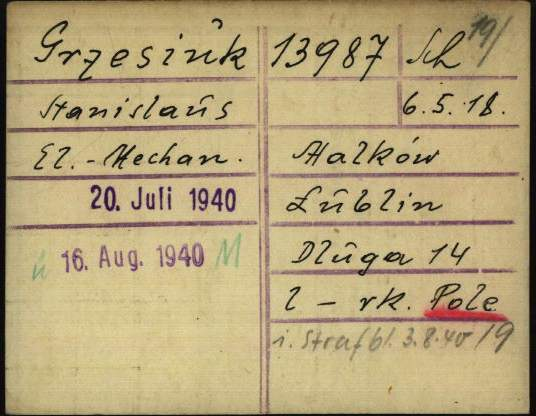
Registrierungskarte von Stanisław Grzesiuk als Gefangener im nationalsozialistischen Konzentrationslager Dachau

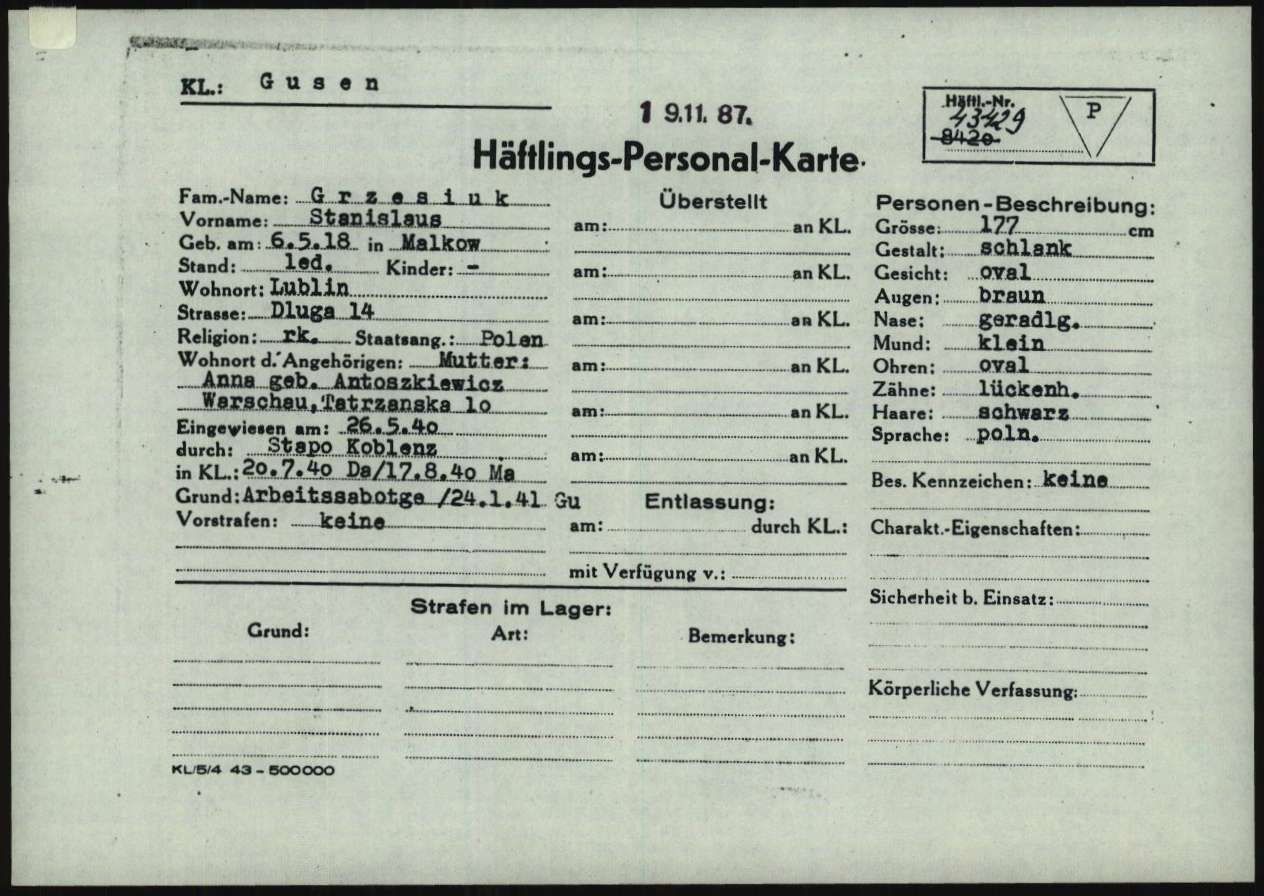
Registrierungskarte von Mauthausen/Gusen

Am Anfang des Zweiten Weltkrieges nahm Grzesiuk an den Widerstandsaktionen teil. Er wurde als Zwangsarbeiter nach Koblenz verschleppt, beim Fluchtversuch wurde er am 4. April 1940 festgenommen und kam nach Dachau. Am 16. August 1940 kam er nach Mauthausen, ab 1941 war er im KZ Gusen I inhaftiert, wo er bis zur Befreiung durch die US-Amerikaner am 5. Mai 1945 überlebte. In der Haft erkrankte er an Lungentuberkulose und schrieb im KZ Gusen I auch zahlreiche Liedtexte. So z. B. auch für den sog. Gusener Lagermarsch.
Am 9. Juli 1945 kam er nach Polen heim. Er heiratete 1946, wurde Vater von Ewa (1947–2003) und Marek (1950–2007).
Grzesiuk war überzeugter Atheist und Sozialist. Er wurde zum Warschauer Stadtrat gewählt.
Er verfasste drei autobiografische Bücher: Pięć lat kacetu (Fünf Jahre KZ), Boso, ale w ostrogach (Barfuß, aber in Sporen) und Na marginesie życia (Am Rande des Lebens).
Im Fernsehen und auf Konzerten trat er oft als Volkssänger mit Banjo- oder Mandolinebegleitung mit Warschauer Folklore auf. Er war der letzte Sänger des Warschauer Dialektes.

## Werke
- Fünf Jahre KZ, new academic press, Wien, Hamburg 2020, ISBN 978-3-7003-2167-5.